# Хоуи, Стив (актёр)
Сти́вен Майкл Ро́берт Хо́уи (англ. Steven Michael Robert Howey; 12 июля 1977 года, Сан-Антонио, Техас, США) — американский актёр кино и телевидения. Наиболее известен по роли Вона Монтгомери в телесериале «Риба» и роли Кевина Болла в телесериале «Бесстыжие». Он также снялся в таких фильмах как «Суперкросс», «DOA: Живым или мёртвым» и «Война невест».

## Биография
Хоуи переехал в Денвер, штат Колорадо в средней школе. Обучался в колледже Northeastern Junior в городе Стерлинг, штат Колорадо.

## Карьера
Хоуи начал свою телевизионную карьеру с эпизодических ролей в таких телесериалах как «Скорая помощь» и «Шоу Дрю Кэри». В 1998 году он снялся в фильме «Класс», где также выступил в качестве продюсера.
В 2001 году он получил постоянную роль в телесериале «Риба», где снимался до его закрытия в 2007 году.
В 2005 году снялся в боевике «Суперкросс» в роли Кей Си Карлайла. В 2006 году получил роль Везерби в фильме «DOA: Живым или мёртвым». В 2009 он снялся в фильме «Война невест» совместно с Энн Хэтэуэй и Кейт Хадсон. В том же году он получил главную роль в фильме «Стан Хельсинг». В 2010 году сыграл в одном эпизоде телесериала «Ясновидец».
Летом 2010 года он присоединился к актёрскому составу телесериала «Бесстыжие» в роли Кевина Болла.
В 2012 году стало известно, что Хоуи сыграет в фильме «В твоих глазах» совместно с Зои Казан и Марком Фойерстином. В 2013 году снялся в эпизоде телесериала «Новенькая», где сыграл Джекса, любовного интереса Джесс (Зоуи Дешанель).

## Личная жизнь
Хоуи был женат на актрисе Саре Шахи. Пара обручилась в 2007 году во время отпуска на Гавайях, и поженилась 7 февраля 2009 года в Лас-Вегасе. 8 июля 2009 года у пары родился сын — Уильям Вулф. 1 марта 2015 года у пары родились близнецы, дочь Вайолет Мун Хоуи и сын Нокс Хоуи. В январе 2021 года пара развелась.

## Фильмография
| Год       |     | Русское название           | Оригинальное название | Роль                     |
| --------- | --- | -------------------------- | --------------------- | ------------------------ |
| 1998      | ф   | Класс                      | Class                 | Джими                    |
| 1999      | с   | Полицейские на велосипедах | Pacific Blue          | имя персонажа неизвестно |
| 2000      | с   | Будь собой                 | Get Real              | Крис Дефалко             |
| 2000      | с   | Скорая помощь              | ER                    | квотербек Элизей         |
| 2000      | с   | Шоу Дрю Кэри               | The Drew Carey Show   | студент                  |
| 2001      | с   | Теперь в любой день        | Any Day Now           | Трой                     |
| 2001—2007 | с   | Риба                       | Reba                  | Вон Монтгомери           |
| 2005      | ф   | Суперкросс                 | Supercross            | Кей Си Карлайл           |
| 2006      | с   | Близнецы                   | Twins                 | Зак                      |
| 2006      | ф   | DOA: Живым или мёртвым     | DOA: Dead or Alive    | Везерби                  |
| 2007      | тф  | Зверь                      | The Beast             | Тай                      |
| 2008      | тф  | Пятилетний план            | Five Year Plan        | Микки                    |
| 2009      | ф   | Война невест               | Bride Wars            | Дэниэл Уильямс           |
| 2009      | ф   | Большая жратва 2           | Still Waiting         | Агню                     |
| 2009      | с   | Выживание в пригороде      | Surviving Suburbia    | Брок                     |
| 2009      | с   |                            | Ctrl                  | Бен                      |
| 2009      | с   |                            | State of Romance      | Майк                     |
| 2009      | ф   | Стан Хельсинг              | Stan Helsing          | Стан Хельсинг            |
| 2010      | с   | Ясновидец                  | Psych                 | Дерек Уокер              |
| 2010      | ф   | Доказательство любви       | Losing Control        | Терри                    |
| 2011      | ф   | Давай сделаем ребенка      | Conception            | Джоэл                    |
| 2011—2021 | с   | Бесстыжие                  | Shameless             | Кевин «Кев» Болл         |
| 2011      | ф   | Жених напрокат             | Something Borrowed    | Маркус                   |
| 2011      | с   | Любовь кусается            | Love Bites            | Келл                     |
| 2012      | кор | Ролл из монстров           | Monster Roll          | Броди                    |
| 2013      | с   | Новенькая                  | New Girl              | Джакс                    |
| 2013      | ф   | Неправильные копы          | Wrong Cops            | Сэнди / Майкл            |
| 2014      | ф   | В твоих глазах             | In Your Eyes          | Бо                       |
| 2014      | с   | Падение Дженнифер          | Jennifer Falls        | старый одноклассник      |
| 2015      | с   | Трудоголики                | Workaholics           | Демамп                   |
| 2015      | ф   | Увидимся в Вальгалле       | See You in Valhalla   | Макеви                   |
| 2016      | ф   |                            | Love on the Run       | Рик                      |
| 2016      | ф   | Мои парни – животные       | Unleashed             | Сэм ( Пес Саммит)        |
| 2018      | ф   |                            | Making Babies         | Джон Келли               |
| 2019      | ф   | Али, рули!                 | Stuber                | Феликс                   |
| 2022      | ф   | Дневная смена              | Day shift             | Майк Назарян             |
| 2023      | с   | Правдивая ложь             | True Lies             | Гарри Таскер             |